# Tácio Andrônico
Tácio Andrônico (em latim: Tatius Andronicus) foi oficial romano do século III, ativo no reinado dos imperadores Galério (r. 293–311), Licínio (r. 308–324) e Maximino Daia (r. 305–313). Apareceu em 310, quando vira cônsul anterior com Pompeu Probo; seu consulado foi reconhecido por Licínio, Galério e Maximino Daia, mas não por Magêncio na Itália nem Constantino na Gália. No mesmo ano serviu como prefeito pretoriano do Oriente.